# Marcel Aubert

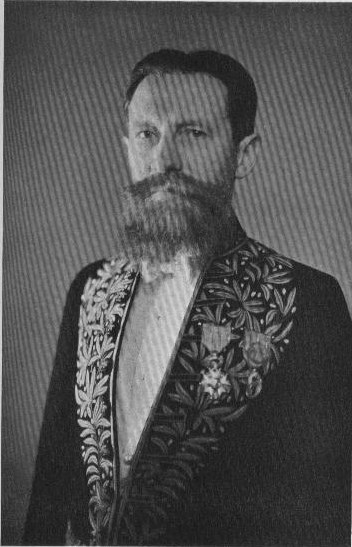
Marcel Aubert

Marcel Aubert (* 9. April 1884 in Paris; † 28. Dezember 1962 ebenda) war ein französischer Historiker und Kunsthistoriker.

## Leben
Nach seinem Schulabschluss am Pariser Lycée Condorcet studierte er an der École nationale des chartes und schloss diese 1907 mit einer Arbeit über die Kathedrale von Senlis ab.
Aubert gilt als Vorläufer des kunsthistorischen Unterrichtens, auch für breite Leserkreise in Frankreich. In Deutschland wurde er in den 1960er und 1970er Jahren rezipiert durch Übersetzungen von einführenden Werken, die zur romanischen und gotischen Kunst erschienen sind. Diese Bücher stellen auch Vorläufer zu den damals nach und nach für breite Bevölkerungskreise entstehenden und noch heute populären Kunstreiseführern dar.
Er war unter anderem Professor an der École nationale des chartes und Direktor der Sociéte française d’archéologie.
Seit 1934 war Aubert Mitglied der Académie des Inscriptions et Belles-Lettres. 1936 wurde er in die American Academy of Arts and Sciences gewählt.

## Schriften (Auswahl)
Aufsätze
- Notre Dame de Paris. In: Revue d’histoire de l’Église de France, Bd. 7 (1921), ISSN 0048-7988, Seiten 267–273.

Bücher
- La sculpture française au début de l’epoque gotique. Pégase, Paris 1929.
  - Deutsch:  Die gotische Plastik Frankreichs 1140–1225. Kurt Wolff, München 1929.
- zusammen mit Simone Goubet: Cathédrales et trésors gotiques em France Arthaud, Paris 1958.
  - Deutsch: Gotische Kathedralen und Kunstschätze in Frankreich. 2. Auflage. RVA, Wiesbaden 1973 (übersetzt von Erna und Hans Melchers, EA Wiesbaden 1959).
- Le triomphe de l’art gotique. Paris 1948.
  - Deutsch: Hochgotik (= Die Kulturen des Abendlandes, Band 17). Holle Verlag, Baden-Baden 1963 (übersetzt von Marie-Luise Hauck)
- La Cathédrale Notre-Dame de Paris. Notice Historique et Archéologique. 2. Auflage. Firmin-Didot, Paris 1950.
- zusammen mit Simone Goubet: Cathédrales et monastères romanes. Paris 1950. 
  - Deutsch: Romanische Kathedralen und Klöster in Frankreich. 2. Auflage. RVA, Wiesbaden 1973 (übersetzt und hrsg. von Josef Adolf Schmoll genannt Eisenwerth, EA Wiesbaden 1966)
- Rodin. Sculpteur. Arthaud, Paris 1952.